# Luciana Maria Dionizio
Luciana Maria Dionizio, solitamente citata come Luciana (Belo Horizonte, 24 luglio 1987), è una calciatrice brasiliana, portiere della Ferroviária e della nazionale brasiliana.

## Carriera

### Nazionale
Luciana ha indossato in più occasioni la maglia della nazionale brasiliana, chiamata dal selezionatore Vadão in occasione del campionato sudamericano di Ecuador 2014 dove alla fine del torneo festeggia con le compagne il sesto titolo per la nazionale femminile verdeoro e l'accesso al Mondiale di Canada 2015.
Vadão continua a concederle fiducia inserendola nella lista delle 23 giocatrici per Canada 2015 dove viene impiegata come portiere titolare in tutti i quattro incontri disputati dalla sua nazionale, chiudendo imbattuta con nessuna rete subita il gruppo E della fase a gironi ma venendo eliminata dall'Australia agli ottavi di finale, 1-0 per le oceaniane (geograficamente, non per suddivisione sportiva), risultando l'unica rete subita da Luciana nel torneo.
A solo qualche settimana dall'eliminazione la nazionale guidata da Vadão rappresenta lo stato sudamericano ai giochi panamericani di Toronto 2015, dove Luciana è ancora inserita in rosa; scende in campo in tre dei cinque incontri disputati dal Brasile, alternandosi tra i pali con Bárbara e lasciando a quest'ultima la finale con la Colombia che, battuta 4-0, porta a tre gli ori conquistati dalle verdeoro nella storia della manifestazione.
In seguito, pur se convocata più volte, viene impiegata solamente in un'amichevole mentre nel periodo in cui la nazionale era affidata a Emily Lima non viene mai chiamata dalla nuova CT. Con il ritorno di Vadão sulla panchina della nazionale viene chiamata in occasione dell'edizione 2019 della SheBelieves Cup senza tuttavia venire impiegata durante il torneo.

## Palmarès

### Competizioni nazionali
- Campionato brasiliano: 2

Ferroviária: 2014
Rio Preto: 2015
- Coppa del Brasile femminile: 1

Ferroviária: 2014
- Campionato paulista femminile: 1

Ferroviária: 2016

### Competizioni internazionali
- Coppa Libertadores: 1

Ferroviária: 2020

### Nazionale
- Giochi panamericani: 1

Toronto 2015
- Campionato sudamericano femminile di calcio: 1

Ecuador 2014